# Dziedzickia caipora
Dziedzickia caipora är en tvåvingeart som beskrevs av Lane 1961. Dziedzickia caipora ingår i släktet Dziedzickia och familjen svampmyggor. Inga underarter finns listade i Catalogue of Life.